# Aphanius sureyanus
Aphanius sureyanus är en fiskart som först beskrevs av Neu, 1937.  Aphanius sureyanus ingår i släktet Aphanius och familjen Cyprinodontidae. IUCN kategoriserar arten globalt som otillräckligt studerad. Inga underarter finns listade i Catalogue of Life.